# 君に届け オリジナル・サウンドトラック
『君に届け オリジナル・サウンドトラック』（きみにとどけ オリジナル・サウンドトラック）は、テレビアニメ『君に届け』、『君に届け 2ND SEASON』のサウンドトラックシリーズ。

## 君に届け オリジナル・サウンドトラック
『君に届け オリジナル・サウンドトラック』（きみにとどけ オリジナル・サウンドトラック）は、椎名軽穂による少女漫画『君に届け』を原作とした同名のテレビアニメのサウンドトラック。2010年1月27日にバップから発売された。

### 概要
- 2009年10月6日から2010年3月30日まで日本テレビ系にて放送されたテレビアニメ『君に届け』のサウンドトラック。
- アニメ本編のBGMと、オープニングテーマ『きみにとどけ』、エンディングテーマ『片想い』のTVサイズ版が収録されている。
- ジャケットには、黒沼爽子と風早翔太がプリントされている。

### 収録曲
01. きみにとどけ（TV ver.） [1:03]
- 歌：タニザワトモフミ
- 作詞・作曲：タニザワトモフミ

02. Pure [1:47]
- 作曲：勝木ゆかり

03. 青空 [3:33]
- 作曲：森英治

04. あわてん坊 [2:29]
- 作曲：森英治

05. ありがとう [2:42]
- 作曲：森英治

06. 全員集合! [3:04]
- 作曲：森英治

07. Starlit Sky [2:00]
- 作曲：勝木ゆかり

08. Ennui [2:21]
- 作曲：勝木ゆかり

09. もじもじ [3:31]
- 作曲：森英治

10. うきうき [3:00]
- 作曲：森英治

11. 微笑み [5:16]
- 作曲：森英治

12. Pleasant Beating [2:45]
- 作曲：勝木ゆかり

13 午後の教室 [2:53]
- 作曲：森英治

14. 放課後 [3:07]
- 作曲：森英治

15. Pure 〜 waltz [2:15]
- 作曲：勝木ゆかり

16. Pretty Secret [2:10]
- 作曲：勝木ゆかり

17. めぐる季節 [4:38]
- 作曲：森英治

18. Freedom [1:55]
- 作曲：勝木ゆかり

19. 爽風 [3:47]
- 作曲：森英治

20. Pure 〜 guitar [1:35]
- 作曲：勝木ゆかり

21. Pure White Story 〜 メインテーマ [4:21]
- 作曲：勝木ゆかり

22. 片想い（TV ver.） [1:11]
- 歌：Chara
- 作詞・作曲：Chara

## 君に届け 2ND SEASON オリジナル・サウンドトラック
『君に届け 2ND SEASON オリジナル・サウンドトラック』（きみにとどけ セカンド・シーズン・オリジナル・サウンドトラック）は、椎名軽穂による少女漫画『君に届け』を原作としたテレビアニメ『君に届け 2ND SEASON』のサウンドトラック。2011年2月23日にバップから発売された。

### 概要
- 2011年1月4日から日本テレビ系にて放送中のテレビアニメ『君に届け 2ND SEASON』のサウンドトラック。
- アニメ本編のBGMと、オープニングテーマ『爽風』、エンディングテーマ『君に届け...』のTVサイズ版が収録されている。
- ジャケットには、黒沼爽子、風早翔太、矢野あやね、吉田千鶴、真田龍、胡桃沢梅、三浦健人、荒井一市がプリントされている。

### 収録曲
01. 爽風（TV ver.） [1:00]
- 歌：タニザワトモフミ
- 作詞・作曲：タニザワトモフミ、編曲：石崎光・上田禎

02. 2年目の春 [2:28]
- 作曲：森英治

03. 文化祭 [2:48]
- 作曲：森英治

04. 小さな嘘 [2:17]
- 作曲：森英治

05. 伝える勇気 [2:50]
- 作曲：森英治

06. 黒魔術!? [1:54]
- 作曲：森英治

07. いそいそ [1:10]
- 作曲：森英治

08. 涙のあと [2:56]
- 作曲：森英治

09. 転校生 [2:24]
- 作曲：森英治

10. 大事な話 [2:14]
- 作曲：森英治

11. 夜空 [3:01]
- 作曲：森英治

12. 貞子あらわる… [1:23]
- 作曲：森英治

13 焦り [1:53]
- 作曲：森英治

14. マジっすか!? [1:56]
- 作曲：森英治

15. 迷い [2:41]
- 作曲：森英治

16. Pearl White Story [4:07]
- 作曲：勝木ゆかり・森英治

17. 君に届け...（TV ver.） [1:36]
- 歌：MAY'S
- 作詞：片桐舞子、作曲・編曲：NAUGHTY BO-Z

18. キャスト座談会 [4:19]